# Psia skóra
Psia skóra (alb. Lëkura e qenit) –  powieść albańskiego pisarza Fatosa Kongoli. Po raz pierwszy została wydana w roku 2003, nakładem Wydawnictwa Toena. W Polsce pierwsze wydanie ukazało się w roku 2007 w przekładzie Doroty Horodyskiej, nakładem Wydawnictwa Czarne.

## Fabuła
Tytułowa psia skóra to przezwisko nadane kiepskiemu pisarzowi i scenarzyście, żyjącemu w Albanii, w okresie komunizmu i pierwszych lat transformacji ustrojowej. Bohater przekroczył pięćdziesiątkę, jego żona Marga umiera na raka, dzieci oddaliły się od niego, a on wspomina swoje życie, które poza historiami miłosnymi zdaje się nie mieć żadnej wartości.
Opowieść o alkoholizmie i kolejnych namiętnościach Krista Tupka, zwanego też pogardliwie Dupkiem (gra słów w języku albańskim: Tarapi-Trapi) stanowi pretekst do ukazania mechanizmów zniewolenia społeczeństwa w okresie komunizmu i ciągłego poszukiwania normalności.
W ramach promocji Psiej skóry F. Kongoli w 2007 odwiedził Polskę. Powieść Kongoliego doczekała się także przekładu na język angielski i niemiecki. Niemiecki przekład został w czerwcu 2006 uznany w Niemczech za książkę miesiąca.

## Recenzje (w języku polskim)
- Petar Petrović, Psia skóra
- Marek Radziwon, Psia skóra, Gazeta Wyborcza 26 III 2007.

## Inne tłumaczenia powieści
- 2004: Psia koža (słowac. tłum. Ľubomír Králik)
- 2005: Peau de chien (franc. tłum. Edmond Tupja)
- 2006: Hundehaut (niem. tłum. Joachim Röhm)
- 2009: Piel de perro (hiszp. tłum. Ramon Sanchez)
- 2011: Hunda haŭto (esper., tłum. Tomasz Chmielik, Bardhyl Selimi)